# Sympiesis noncarinata
Sympiesis noncarinata är en stekelart som först beskrevs av Girault 1917.  Sympiesis noncarinata ingår i släktet Sympiesis och familjen finglanssteklar. Inga underarter finns listade i Catalogue of Life.